# Hans Arnhold (Politiker)
Hans Arnhold (* 27. März 1911 in Bergwerk (Gemeinde Mariasdorf); † 17. November 1989 in Wien) war ein österreichischer Politiker (NSDAP) und Lehrer. Arnhold war stellvertretender Gauleiter des Burgenlandes und Mitglied des Burgenländischen Landtags.

## Leben
Arnhold war Absolvent der Evangelischen Lehrerbildungsanstalt in Oberschützen und war beruflich als Lehrer tätig. Er trat September 1928 der Hitlerjugend und Dezember 1932 der SA bei. Er bekam am 12. April 1933 eine provisorische Mitgliedskarte der NSDAP und beantragte am 10. Mai 1938 die reguläre Aufnahme, die rückwirkend zum 8. März 1933 ausgestellt wurde (Mitgliedsnummer 1.515.553). August 1935 trat er der SS (SS-Nummer 289.763) bei, wobei er ab 1938 den Rang eines SS-Sturmbannführers bekleidete. Arnhold war nach dem Juni 1933 erfolgten Verbot der NSDAP in Österreich neben Tobias Portschy aktiv als „Illegaler“ tätig und wurde auf Grund seiner nationalsozialistischen Betätigung zwischen Juni 1934 und September 1934 im Lager Wöllersdorf inhaftiert. Im März 1937 übernahm Arnhold das Amt des stellvertretenden Gauleiters des Burgenlandes, nach dem „Anschluss Österreichs“ an das Deutsche Reich wurde er am 15. März 1938 zudem von Portschy zum Landtagsabgeordneten und offiziell zum stellvertretenden Gauleiter ernannt. Arnhold hatte die Funktion des stellvertretenden Gauleiters bis Mai 1938 inne und war zudem Kreis- und Gauorganisationsleiter sowie Gauwahlleiter bei der Vorbereitung der „Volksabstimmung“ zum „Anschluss“. Danach war er ab Mai im Stab des Reichskommissars Josef Bürckel tätig, 1939 wurde er Kreisleiter des Wiener Kreises IX sowie Leiter des Gaupropagandaamtes.
Nach Ausbruch des Zweiten Weltkrieges meldete er sich 1940 freiwillig zur Waffen-SS und leistete dort bis 1943 seinen Wehrdienst ab. Danach war er von Oktober 1943 bis zum Jänner 1945 erneut Kreisleiter der Wiener Kreise IX und I, des Weiteren fungierte er als Abschnittsleiter beim Bau des Südostwalls. Danach war er ab Anfang 1945 Verbindungsoffizier zwischen Reichsverteidigungskommissar Baldur von Schirach und der Heeresgruppe Süd in Potsdam. Er erhielt das Goldene HJ-Ehrenzeichen und die Dienstauszeichnung der NSDAP in Silber und Bronze.
Nach dem Zweiten Weltkrieg wurde Arnhold wegen Hochverrat und „Illegalität“ zu vier Jahren Haft sowie Vermögensverfall verurteilt. Von der Anklage der Tätigkeit als Kreisleiter wurde er hingegen freigesprochen, da das Volksgericht auf Grund seiner Ämterkumulierungen annahm, dass er als Kreisleiter ernannt oder berufen gewesen war. Dieser Freispruch wurde am 10. März 1950 aufgehoben, Arnhold wurde jedoch im Wiederaufnahmeverfahren erneut freigesprochen. Die Ermittlungen gegen ihn im Zuge der Aufklärung seiner Verantwortung beim Bau des Südostwalls und der Ermordung von ungarisch-jüdischen Zwangsarbeitern führten zu keiner Anklageerhebung.
Arnhold war von 1960 bis 1977 Direktor der Verkaufsgesellschaft österreichischer Röhrenwerke.